# Pectocythere clavata
Pectocythere clavata är en kräftdjursart som först beskrevs av Erich Triebel 1957. 
Pectocythere clavata ingår i släktet Pectocythere och familjen Pectocytheridae. Inga underarter finns listade i Catalogue of Life.